# Jorginho (calciatore 1991)
Jorginho, pseudonimo di Jorge Luiz Frello Filho (Imbituba, 20 dicembre 1991), è un calciatore brasiliano naturalizzato italiano, centrocampista del Flamengo.
Cresciuto nelle giovanili del Verona, ha esordito in prima squadra nel 2009. Dopo un anno in prestito alla Sambonifacese, è rientrato nelle file dei gialloblù, di cui è divenuto una pedina chiave e in cui ha militato fino al gennaio del 2014, quando è stato prelevato dal Napoli; ha disputato quattro stagioni e mezza con i campani, vincendo una Coppa Italia nella stagione 2013-2014 e una Supercoppa italiana, sempre nel 2014. Dal 2018 al 2023 ha militato nel Chelsea, con cui ha vinto una Europa League nella stagione 2018-2019, una Champions League nella stagione 2020-2021, una Supercoppa europea nel 2021 e una Coppa del mondo per club FIFA (2021).
Con la nazionale italiana ha preso parte a due Campionati europei (2020 e 2024), vincendo il primo, disputato nel 2021; e a due edizioni della fase finale della UEFA Nations League (2020-2021 e 2022-2023). A livello individuale, nel 2021 è stato nominato Giocatore dell’anno della UEFA, diventando il primo giocatore italiano a ricevere tale riconoscimento, e si è classificato terzo nella graduatoria del Pallone d'oro.

## Biografia
È nato a Imbituba, in Brasile. È cittadino italiano iure sanguinis, discendendo dal trisavolo paterno, Giacomo Frello, che ha lasciato Santa Caterina, in provincia di Vicenza, per cercare fortuna in Brasile. Figlio di un'ex calciatrice, si è trasferito in Italia all'età di 15 anni.

## Caratteristiche tecniche
Ispiratosi a Gheorghe Hagi, da cui in infanzia prende il soprannome di "Haginho", centrocampista centrale tecnicamente dotato e abile nel dettare i tempi della squadra con passaggi corti e precisi, che gioca in prevalenza come regista in un centrocampo a due o a tre. Ha una buona visione di gioco ed è un discreto rigorista: utilizzatore della tecnica del "salto", ha segnato in carriera 45 rigori su 53 calciati. Abile nel dribbling nello stretto e nei passaggi lunghi, è bravo a smarcarsi per ricevere passaggi dai compagni, mentre in fase di non possesso sa intercettare palloni e farsi valere nei contrasti.

## Carriera

### Club

#### Gli esordi e il Verona
Superate alcune difficoltà di tesseramento, cresce nel vivaio del Verona, iniziando la propria carriera nella formazione Berretti; durante questo periodo Jorginho soggiorna in un antico monastero con altri compagni di squadra, venendo pagato 20 euro alla settimana. Debutta ufficialmente con la maglia gialloblù all'età di 17 anni, l'8 ottobre 2009, subentrando all'84 a Colombo nella partita Verona-Sambonifacese (2-1) di Coppa Italia Lega Pro. Scende in campo in tutte le 4 partite di coppa, senza, però, debuttare in campionato. Dopo una breve parentesi in prestito al Sassuolo per disputare il Torneo di Viareggio, è in procinto di prendere parte al ritiro degli Juniores del Verona quando viene mandato a giocare in prestito per una stagione in Lega Pro Seconda Divisione alla Sambonifacese, con cui scende in campo per 31 volte, siglando un gol.
Tornato al Verona, esordisce in Serie B il 4 settembre 2011, divenendo in breve tempo un giocatore importante della formazione scaligera che arriva fino alla semifinale dei play-off, persa contro il Varese. Nella stagione 2012-2013 contribuisce alla promozione diretta del Verona con 41 presenze e 2 gol, risultando uno degli elementi chiave della squadra che arriva seconda in campionato.
Esordisce in Serie A il 24 agosto 2013, all'età di 21 anni, nella partita vinta per 2-1 contro il Milan allo stadio Bentegodi. Il 25 settembre 2013 segna su calcio di rigore il suo primo gol in Serie A contro il Torino e il 20 ottobre seguente realizza la sua prima doppietta, contro il Parma, segnando due reti su rigore nella gara terminata con il risultato di 3-2. In totale con i veronesi in Serie A mette a segno 7 reti, di cui 5 dal dischetto.

#### Napoli

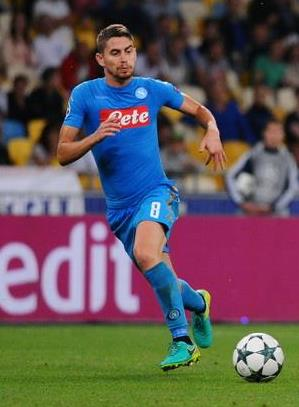
Jorginho con la maglia del Napoli

Il 18 gennaio 2014 viene acquistato in compartecipazione dal Napoli. Esordisce il 25 gennaio successivo nel pareggio interno (1-1) contro il Chievo, subentrando a Blerim Džemaili al 56'. Quattro giorni dopo disputa la sua prima gara da titolare nei quarti di finale di Coppa Italia contro la Lazio (1-0), nella quale colpisce un palo e viene sostituito al 90' da Džemaili. Escluso dalla lista UEFA, ma utilizzato molto frequentemente in campionato e in Coppa Italia, il 12 febbraio 2014 sigla la sua prima rete in maglia partenopea nella semifinale di ritorno di Coppa Italia contro la Roma, siglando il 3-0 definitivo per i partenopei. Il 3 maggio 2014 mette in bacheca anche la sua prima Coppa Italia, giocando titolare la finale vinta 3-1 contro la Fiorentina.
Il 19 agosto 2014, al primo incontro ufficiale dell'annata 2014-2015, disputa la sua prima partita nelle coppe europee in occasione del turno di play-off di Champions League, pareggiata 1-1 contro gli spagnoli dell'Athletic Bilbao. Nel prosieguo della stagione, Jorginho incontra difficoltà nel trovare un posto da titolare in squadra, dimostrandosi incompatibile col centrocampo a due di Benítez, chiuso dai nuovi arrivati Gargano e López. Tuttavia, sfruttando i vari impegni del Napoli tra campionato e coppe, torna ad avere un buon minutaggio in maglia azzurra, ma non sempre con buone prestazioni. Il 22 dicembre subentra a Jonathan de Guzmán durante i tempi supplementari della Supercoppa Italiana contro la Juventus, contribuendo, nonostante un errore dal dischetto, alla conquista del trofeo da parte della squadra azzurra. Il 22 gennaio, negli ottavi di finale di Coppa Italia contro l'Udinese, realizza su calcio di rigore il gol del momentaneo 1-1 (la partita terminerà ai rigori con la vittoria del Napoli). Il 25 giugno 2015 il Napoli riscatta l'altra metà del cartellino dal Verona per 3,5 milioni di euro: Jorginho diventa così un giocatore interamente degli azzurri. Il costo complessivo dell'operazione di acquisizione del cartellino è quindi di circa 8,5 milioni di euro.
La stagione 2015-2016, con un Napoli foriero di novità a cominciare dall'arrivo in panchina di Maurizio Sarri, vede Jorginho relegato a riserva del neo acquisto Valdifiori. Dopo poche partite, tuttavia, il tecnico inverte le gerarchie: Jorginho, a suo agio come regista del 4-3-3 schierato da Sarri, diventa ben presto una pedina inamovibile della squadra partenopea e il 23 dicembre 2015 rinnova il proprio contratto col Napoli fino al 2020. Grazie alle prestazioni offerte in quest'annata, la società Opta, che raccoglie dati e statistiche sulle competizioni sportive, lo inserisce al primo posto nella classifica per i giocatori con più palloni toccati nei cinque principali campionati europei, mentre l'Osservatorio del calcio (CIES Football Observatory) di Neuchâtel, in Svizzera, lo classifica quinto in una speciale classifica dei nomi dei migliori centrocampisti tra i principali campionati europei. La definitiva affermazione del centrocampista ai massimi livelli coincide inoltre con una stagione record per il Napoli, che si conclude con un secondo posto in campionato dietro la Juventus e con la conseguente qualificazione alla successiva Champions League.
Nella stagione 2016-2017, Jorginho è spesso messo in ballottaggio con il neo acquisto Diawara per il posto di titolare. Proprio l'arrivo del guineano crea non poche difficoltà all'italo-brasiliano che non riesce a mettersi in mostra come la passata stagione, finendo spesso in panchina, complici anche alcune prestazioni al di sotto delle aspettative. Sul finale di stagione, però, si riprende il posto da titolare e contribuisce al terzo posto del Napoli, utile per la qualificazione ai preliminari della Champions League 2017-2018.
All'esordio nella stagione 2017-2018, il 16 agosto, realizza su rigore il gol del definitivo 2-0 contro il Nizza nel preliminare di andata di Champions league; nonché il suo primo gol nelle competizioni europee. Il 20 settembre 2017 trova il primo gol in campionato con la maglia del Napoli, nella vittoria per 4-1 contro la Lazio. Segna l'ultima rete con la maglia del Napoli nella vittoriosa trasferta contro l'Udinese il 23 novembre 2017.

#### Chelsea

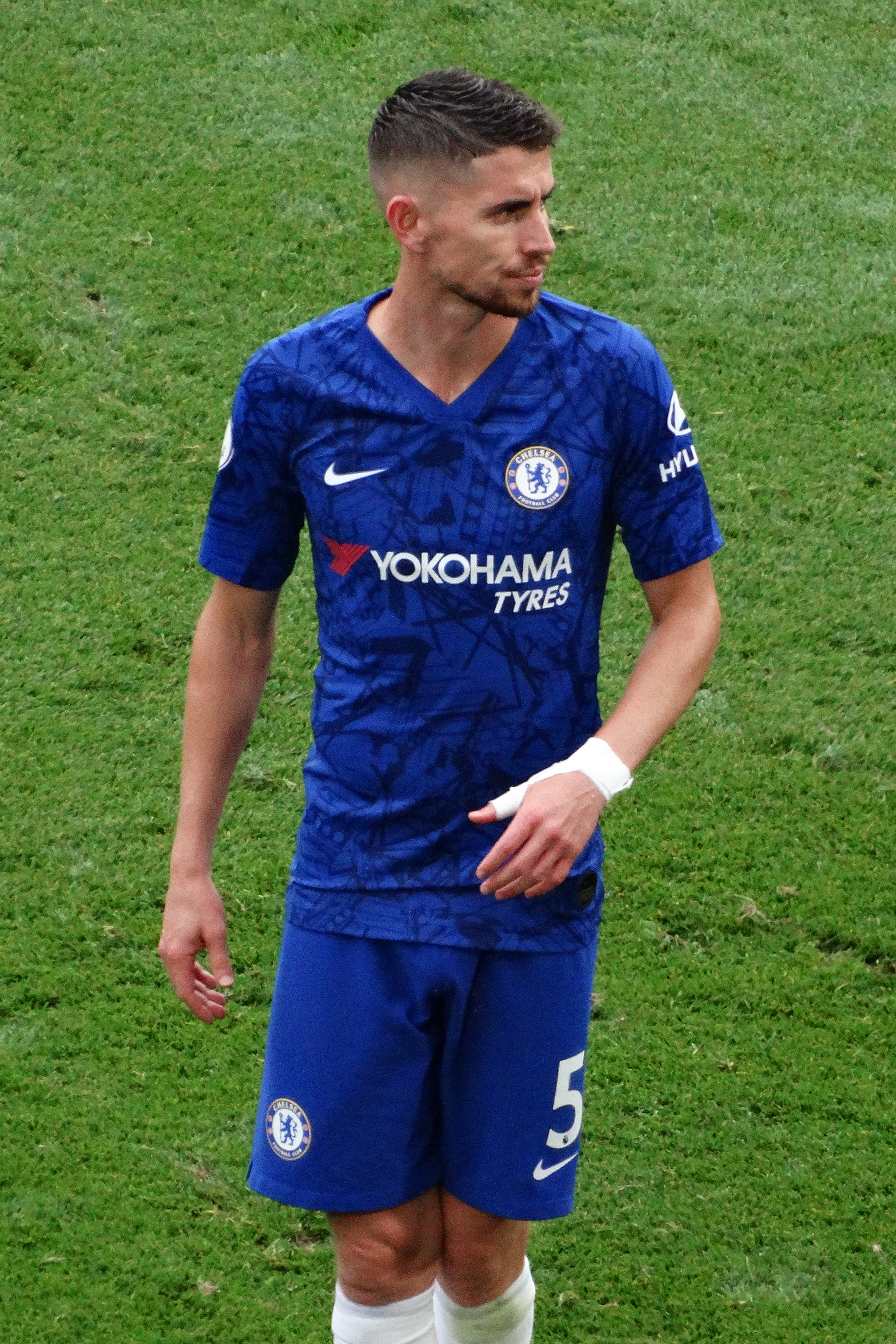
Jorginho con la maglia del Chelsea

Il 14 luglio 2018 viene acquistato dal Chelsea, firmando un contratto quinquennale; secondo organi di stampa, il cartellino del giocatore sarebbe costato agli inglesi 60 milioni di euro, più 3 di bonus. Nella squadra inglese ritrova il tecnico Maurizio Sarri, già suo allenatore nelle tre stagioni precedenti al Napoli. Esordisce con la maglia dei Blues il 5 agosto seguente, a 26 anni, disputando la partita valida per il Community Shield 2018, trofeo perso per uno 0-2 a favore del Manchester City. Esordisce in Premier League l'11 agosto 2018, nella partita esterna contro l'Huddersfield (0-3): tra le reti dei londinesi, figura anche il primo centro di Jorginho, su rigore, con la maglia del club inglese. Durante la stagione riceve numerose critiche dai commentatori inglesi, per via del suo rendimento considerato non all'altezza.
In campionato raccoglie 37 presenze e realizza 2 gol (l'altra su azione al Fulham). Il 29 maggio 2019 vince l'Europa League giocando titolare nella finale vinta 4-1 contro l'Arsenal a Baku, disputando un'ottima partita.
All'inizio della stagione successiva, disputa tutti i 120 minuti della gara valida per la Supercoppa UEFA, siglando anche una delle due reti dei Blues: la gara verrà poi vinta ai calci di rigore dal Liverpool. Viene designato come rigorista della squadra dal nuovo allenatore Frank Lampard e realizza tutti e tre i rigori calciati in Premier League. Il 5 novembre 2019 realizza la sua prima doppietta (entrambe le reti segnate su rigore) con il club londinese nella partita di Champions League disputata contro l’Ajax. Jorginho offre un buon rendimento durante la stagione, e disputa la finale di FA Cup persa 2-1 contro l'Arsenal a Wembley.
All'inizio della stagione 2020-2021 trova meno spazio con Lampard (sotto la cui gestione fallisce due rigori nelle sconfitte contro Liverpool e Arsenal), per poi tornare a essere titolare con Thomas Tuchel, sotto la cui gestione offre un buon rendimento. Il 15 maggio 2021 disputa, per la seconda annata consecutiva, la finale di FA Cup, persa per 1-0 contro il Leicester City. Due settimane più tardi viene schierato come titolare nella finale di UEFA Champions League, che il Chelsea vince battendo in finale il Manchester City per 1-0.
All'inizio della stagione successiva si aggiudica anche la Supercoppa UEFA ai tiri di rigore contro il Villarreal, mettendo a segno il proprio tiro dal dischetto. Il 26 agosto 2021 viene nominato UEFA Men's Player of the Year. Il 29 novembre seguente si classifica terzo nella graduatoria del Pallone d'oro 2021, primo italiano a tornare sul podio del trofeo dal 2006. Il 26 dicembre successivo realizza, contro l'Aston Villa, due gol su calcio di rigore, che gli permettono di stabilire il nuovo record di rigori segnati in un anno solare in Premier League (10). Il 12 febbraio 2022 vince la Coppa del mondo per club FIFA, senza tuttavia scendere in campo nella finale di Abu Dhabi vinta per 2-1 contro il Palmeiras.

#### Arsenal
Il 31 gennaio 2023, ultimo giorno della finestra invernale di mercato, Jorginho, in scadenza di contratto con il Chelsea a giugno, si trasferisce all'Arsenal, sempre in Premier League, per circa 11 milioni di euro, più 2 di bonus. Farà il suo debutto in campionato con questa maglia il 4 febbraio 2023, subentrando al posto di Thomas Partey al 59º, nella partita persa 1-0 contro l'Everton. Il 29 novembre dello stesso anno segna la sua prima rete con i Gunners, trasformando il calcio di rigore del definitivo successo per 6-0 sul Lens in UEFA Champions League.
Il 27 maggio 2025, ha annunciato il suo addio al club londinese dopo due stagioni e mezzo.

#### Flamengo
Il 6 giugno 2025 viene tesserato dal Flamengo, squadra della massima serie brasiliana, firmando un contratto fino al luglio 2028 e ottenendo così la possibilità di disputare la Coppa del mondo per club FIFA 2025, competizione nella quale arriva fino agli ottavi di finale, segnando su calcio di rigore nella partita persa per 2-4 contro il Bayern Monaco il 29 giugno il suo primo gol con i brasiliani. 

### Nazionale

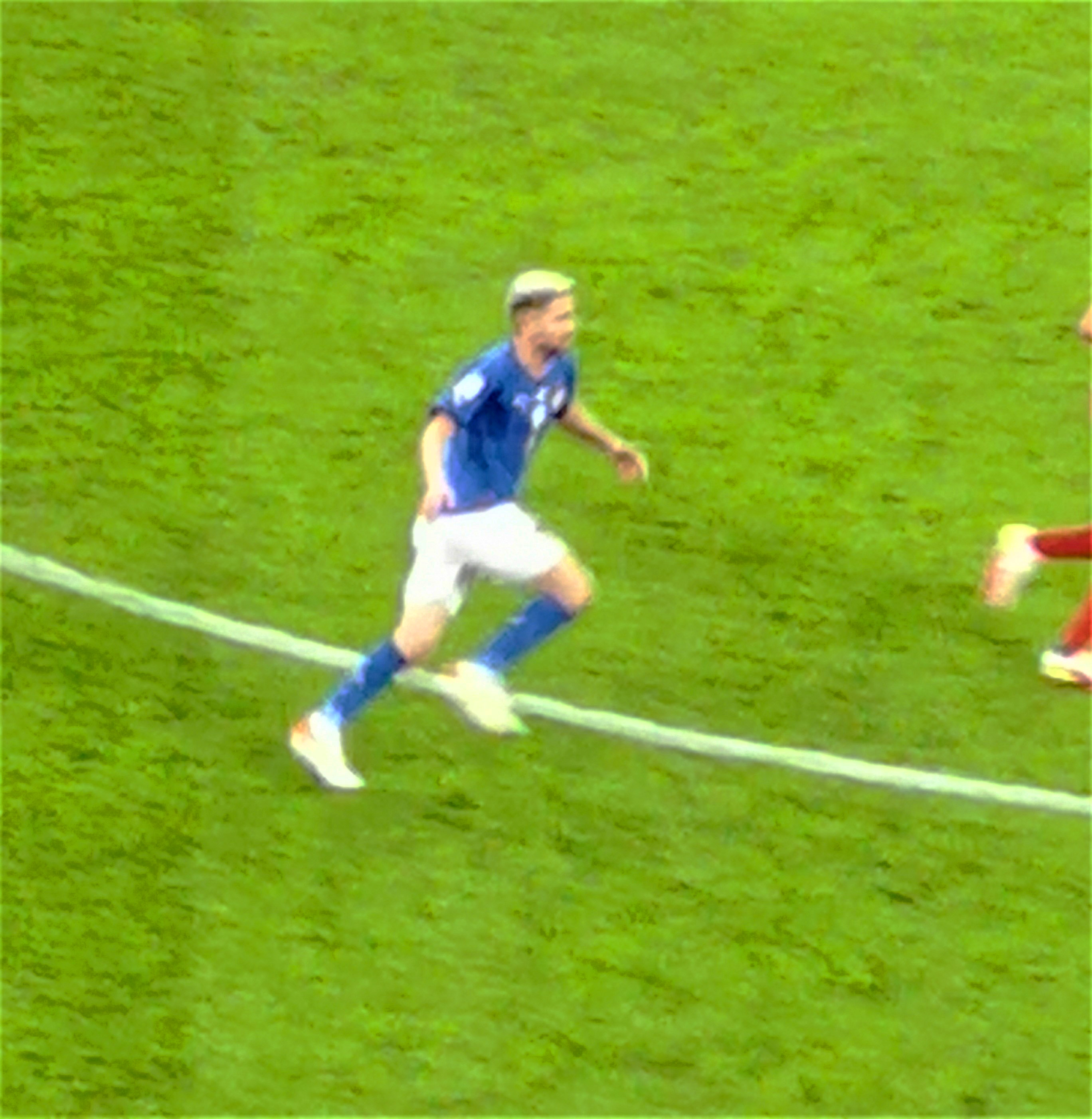
Jorginho alla semifinale di UEFA Nations League 2021 Italia-Spagna

In virtù della cittadinanza italiana riconosciutagli per discendenza il 2 ottobre 2012 a Verona (la famiglia paterna era originaria di Santa Caterina di Lusiana, in provincia di Vicenza, da dove proviene la famiglia Frello), sceglie di rappresentare l'Italia, rispondendo alla chiamata del CT della nazionale Under-21 Devis Mangia che lo convoca tra le file degli Azzurrini per l'amichevole disputata il 13 novembre 2012 contro la Spagna Under-21, nella quale tuttavia non viene impiegato.
Il 19 marzo 2016, a 24 anni, viene convocato per la prima volta in nazionale dal CT Antonio Conte, ed esordisce il 24 marzo, subentrando a Marco Parolo nel finale della partita amichevole contro la Spagna (1-1) disputata a Udine. Inserito nel gruppo dei 30 pre-convocati per il Campionato europeo 2016 in Francia, viene poi escluso dalla lista definitiva.
Nel novembre 2017 l'agente del giocatore dichiara che Jorginho ha scelto definitivamente la nazionale italiana in luogo del Brasile. Sebbene venga inizialmente escluso dal CT Gian Piero Ventura nelle convocazioni per le qualificazioni al Mondiale 2018, Jorginho viene infine convocato nel novembre 2017 per il play-off contro la Svezia, giocando da titolare la gara di ritorno terminata 0-0, che sancisce l'eliminazione della nazionale.
Con il cambio ai vertici della nazionale, Jorginho riceve piena fiducia dal nuovo CT Roberto Mancini. Il 7 settembre 2018, nella partita di esordio in UEFA Nations League disputata a Bologna contro la Polonia, fissa il risultato sul definitivo 1-1 su calcio di rigore: per lui è anche il primo gol siglato con la maglia azzurra. Nelle qualificazioni all'Europeo 2020 segna 3 gol su rigore nei successi contro Finlandia (1-2), Grecia (2-0) e Armenia (9-1).
Nel 2020 prende parte a cinque delle sei gare disputate nella fase a gironi della UEFA Nations League segnando un gol, su rigore, nel successo per 2-0 contro la Polonia.
Convocato per la fase finale del Campionato europeo, posticipata all'estate del 2021 a causa della pandemia di Covid-19, viene schierato titolare in tutte le gare disputate dall'Italia. Nella semifinale contro la Spagna, terminata 1-1 alla fine dei supplementari, realizza il rigore decisivo nella serie dei tiri di rigore vinta per 4-2 dall'Italia. Nella finale svoltasi l'11 luglio a Wembley contro l'Inghilterra padrona di casa e anch'essa conclusasi dal dischetto in favore dell'Italia, Jorginho si laurea campione d'Europa (malgrado lui stesso avesse sbagliato il proprio tentativo di trasformazione). A manifestazione conclusa, viene inserito nell'XI All Star Team del torneo.
L’8 settembre seguente, nella gara delle qualificazioni mondiali vinta per 5-0 contro la Lituania a Reggio Emilia, indossa per la prima volta la fascia da capitano, diventando il secondo oriundo a riuscirci dopo Miguel Montuori. Convocato per la fase finale della UEFA Nations League 2020-2021, contribuisce al terzo posto dell'Italia padrona di casa. 
Nelle gare delle qualificazioni mondiali dell'autunno 2021 fallisce due calci di rigore nelle due partite del girone pareggiate contro la Svizzera (uno all'andata e uno al ritorno). La nazionale si piazza seconda nel girone, vedendosi dunque costretta agli spareggi. Il 24 marzo 2022 gioca titolare nella partita di semifinale degli spareggi per la qualificazione al campionato del mondo 2022, persa 1-0 contro la Macedonia del Nord a Palermo, che sancisce l'eliminazione dell'Italia.
Nel giugno 2023, per la seconda edizione consecutiva, viene inserito nella lista dei convocati per la fase finale della Nations League, dove l'Italia ottiene il terzo posto.
Dopo le dimissioni di Mancini, il nuovo CT Luciano Spalletti lo esclude inizialmente dalla sua prima lista di convocati nel settembre 2023, per poi convocarlo nuovamente a novembre per le ultime due gare delle qualificazioni a Euro 2024. Nella partita contro la Macedonia del 17 novembre scende in campo da titolare e sbaglia un altro calcio di rigore, stabilendo il record di rigori calciati in nazionale (8) ed eguagliando Altobelli nel record negativo di rigori falliti (3).
Nel giugno 2024 viene convocato per il campionato d'Europa 2024 in Germania, dove gioca titolare nelle tre partite delle fase a gironi, e rimane fuori nella gara degli ottavi di finale contro la Svizzera, che elimina l'Italia.

## Statistiche

### Presenze e reti nei club
Statistiche aggiornate al 29 giugno 2025.
| Stagione        | Squadra         | Campionato      | Campionato | Campionato | Coppe nazionali | Coppe nazionali | Coppe nazionali | Coppe continentali | Coppe continentali | Coppe continentali | Altre coppe | Altre coppe | Altre coppe | Totale | Totale |
| Stagione        | Squadra         | Comp            | Pres       | Reti       | Camp            | Pres            | Reti            | Camp               | Pres               | Reti               | Comp        | Pres        | Reti        | Pres   | Reti   |
| --------------- | --------------- | --------------- | ---------- | ---------- | --------------- | --------------- | --------------- | ------------------ | ------------------ | ------------------ | ----------- | ----------- | ----------- | ------ | ------ |
| 2009-2010       | Verona          | 1D              | 0          | 0          | CI-LP           | 4               | 0               | -                  | -                  | -                  | -           | -           | -           | 4      | 0      |
| 2010-2011       | Sambonifacese   | 2D              | 31         | 1          | CI-LP           | 2               | 0               | -                  | -                  | -                  | -           | -           | -           | 33     | 1      |
| 2011-2012       | Verona          | B               | 30+2       | 2+0        | CI              | 1               | 0               | -                  | -                  | -                  | -           | -           | -           | 33     | 2      |
| 2012-2013       | Verona          | B               | 41         | 2          | CI              | 3               | 0               | -                  | -                  | -                  | -           | -           | -           | 44     | 2      |
| 2013-gen. 2014  | Verona          | A               | 18         | 7          | CI              | 1               | 0               | -                  | -                  | -                  | -           | -           | -           | 19     | 7      |
| Totale Verona   | Totale Verona   | Totale Verona   | 89+2       | 11+0       |                 | 9               | 0               |                    | -                  | -                  |             | -           | -           | 100    | 11     |
| gen.-giu. 2014  | Napoli          | A               | 15         | 0          | CI              | 4               | 1               | UEL                | -                  | -                  | -           | -           | -           | 19     | 1      |
| 2014-2015       | Napoli          | A               | 23         | 0          | CI              | 1               | 1               | UCL+UEL            | 2+6                | 0                  | SI          | 1           | 0           | 33     | 1      |
| 2015-2016       | Napoli          | A               | 35         | 0          | CI              | 1               | 0               | UEL                | 2                  | 0                  | -           | -           | -           | 38     | 0      |
| 2016-2017       | Napoli          | A               | 27         | 0          | CI              | 0               | 0               | UCL                | 4                  | 0                  | -           | -           | -           | 31     | 0      |
| 2017-2018       | Napoli          | A               | 33         | 2          | CI              | 1               | 0               | UCL+UEL            | 4+1                | 2+0                | -           | -           | -           | 39     | 4      |
| Totale Napoli   | Totale Napoli   | Totale Napoli   | 133        | 2          |                 | 7               | 2               |                    | 19                 | 2                  |             | 1           | 0           | 160    | 6      |
| 2018-2019       | Chelsea         | PL              | 37         | 2          | FACup+CdL       | 2+3             | 0               | UEL                | 11                 | 0                  | CS          | 1           | 0           | 54     | 2      |
| 2019-2020       | Chelsea         | PL              | 31         | 4          | FACup+CdL       | 4+1             | 0               | UCL                | 7                  | 2                  | SU          | 1           | 1           | 44     | 7      |
| 2020-2021       | Chelsea         | PL              | 28         | 7          | FACup+CdL       | 2+1             | 0               | UCL                | 12                 | 1                  | -           | -           | -           | 43     | 8      |
| 2021-2022       | Chelsea         | PL              | 29         | 6          | FACup+CdL       | 4+4             | 0+1             | UCL                | 8                  | 2                  | SU+Cmc      | 1+1         | 0           | 47     | 9      |
| 2022-gen. 2023  | Chelsea         | PL              | 18         | 2          | FACup+CdL       | 1+0             | 0               | UCL                | 6                  | 1                  | -           | -           | -           | 25     | 3      |
| Totale Chelsea  | Totale Chelsea  | Totale Chelsea  | 143        | 21         |                 | 22              | 1               |                    | 44                 | 6                  |             | 4           | 1           | 213    | 29     |
| gen.-giu. 2023  | Arsenal         | PL              | 14         | 0          | FACup+CdL       | -               | -               | UEL                | 2                  | 0                  | -           | -           | -           | 16     | 0      |
| 2023-2024       | Arsenal         | PL              | 24         | 0          | FACup+CdL       | 1+2             | 0               | UCL                | 9                  | 1                  | CS          | 0           | 0           | 36     | 1      |
| 2024-2025       | Arsenal         | PL              | 15         | 0          | FACup+CdL       | 1+5             | 0               | UCL                | 6                  | 1                  | -           | -           | -           | 27     | 1      |
| Totale Arsenal  | Totale Arsenal  | Totale Arsenal  | 53         | 0          |                 | 9               | 0               |                    | 17                 | 2                  |             | 0           | 0           | 79     | 2      |
| giu.-dic. 2025  | Flamengo        | A/RJ+A          | 0+0        | 0+0        | CB              | -               | -               | CL                 | 0                  | 0                  | SdB+Cmc     | 0+4         | 0+1         | 4      | 1      |
| Totale carriera | Totale carriera | Totale carriera | 451        | 35         |                 | 49              | 3               |                    | 80                 | 10                 |             | 9           | 2           | 589    | 50     |

### Cronologia presenze e reti in nazionale
| Cronologia completa delle presenze e delle reti in nazionale ― Italia | Cronologia completa delle presenze e delle reti in nazionale ― Italia | Cronologia completa delle presenze e delle reti in nazionale ― Italia | Cronologia completa delle presenze e delle reti in nazionale ― Italia | Cronologia completa delle presenze e delle reti in nazionale ― Italia | Cronologia completa delle presenze e delle reti in nazionale ― Italia | Cronologia completa delle presenze e delle reti in nazionale ― Italia | Cronologia completa delle presenze e delle reti in nazionale ― Italia |
| Data                                                                  | Città                                                                 | In casa                                                               | Risultato                                                             | Ospiti                                                                | Competizione                                                          | Reti                                                                  | Note                                                                  |
| --------------------------------------------------------------------- | --------------------------------------------------------------------- | --------------------------------------------------------------------- | --------------------------------------------------------------------- | --------------------------------------------------------------------- | --------------------------------------------------------------------- | --------------------------------------------------------------------- | --------------------------------------------------------------------- |
| 24-3-2016                                                             | Udine                                                                 | Italia                                                                | 1 – 1                                                                 | Spagna                                                                | Amichevole                                                            | -                                                                     | 89’                                                                   |
| 29-5-2016                                                             | Ta' Qali                                                              | Italia                                                                | 1 – 0                                                                 | Scozia                                                                | Amichevole                                                            | -                                                                     | 67’                                                                   |
| 13-11-2017                                                            | Milano                                                                | Italia                                                                | 0 – 0                                                                 | Svezia                                                                | Qual. Mondiali 2018                                                   | -                                                                     |                                                                       |
| 23-3-2018                                                             | Manchester                                                            | Italia                                                                | 0 – 2                                                                 | Argentina                                                             | Amichevole                                                            | -                                                                     | 86’                                                                   |
| 27-3-2018                                                             | Londra                                                                | Inghilterra                                                           | 1 – 1                                                                 | Italia                                                                | Amichevole                                                            | -                                                                     |                                                                       |
| 28-5-2018                                                             | San Gallo                                                             | Italia                                                                | 2 – 1                                                                 | Arabia Saudita                                                        | Amichevole                                                            | -                                                                     |                                                                       |
| 1-6-2018                                                              | Nizza                                                                 | Francia                                                               | 3 – 1                                                                 | Italia                                                                | Amichevole                                                            | -                                                                     | 78’                                                                   |
| 4-6-2018                                                              | Torino                                                                | Italia                                                                | 1 – 1                                                                 | Paesi Bassi                                                           | Amichevole                                                            | -                                                                     | 78’                                                                   |
| 7-9-2018                                                              | Bologna                                                               | Italia                                                                | 1 – 1                                                                 | Polonia                                                               | UEFA Nations League 2018-2019 - 1º turno                              | 1                                                                     |                                                                       |
| 10-9-2018                                                             | Lisbona                                                               | Portogallo                                                            | 1 – 0                                                                 | Italia                                                                | UEFA Nations League 2018-2019 - 1º turno                              | -                                                                     |                                                                       |
| 10-10-2018                                                            | Genova                                                                | Italia                                                                | 1 – 1                                                                 | Ucraina                                                               | Amichevole                                                            | -                                                                     |                                                                       |
| 14-10-2018                                                            | Chorzów                                                               | Polonia                                                               | 0 – 1                                                                 | Italia                                                                | UEFA Nations League 2018-2019 - 1º turno                              | -                                                                     | 31’                                                                   |
| 17-11-2018                                                            | Milano                                                                | Italia                                                                | 0 – 0                                                                 | Portogallo                                                            | UEFA Nations League 2018-2019 - 1º turno                              | -                                                                     | 54’                                                                   |
| 23-3-2019                                                             | Udine                                                                 | Italia                                                                | 2 – 0                                                                 | Finlandia                                                             | Qual. Euro 2020                                                       | -                                                                     |                                                                       |
| 26-3-2019                                                             | Parma                                                                 | Italia                                                                | 6 – 0                                                                 | Liechtenstein                                                         | Qual. Euro 2020                                                       | -                                                                     | 58’                                                                   |
| 8-6-2019                                                              | Atene                                                                 | Grecia                                                                | 0 – 3                                                                 | Italia                                                                | Qual. Euro 2020                                                       | -                                                                     |                                                                       |
| 11-6-2019                                                             | Torino                                                                | Italia                                                                | 2 – 1                                                                 | Bosnia ed Erzegovina                                                  | Qual. Euro 2020                                                       | -                                                                     | 14’                                                                   |
| 5-9-2019                                                              | Erevan                                                                | Armenia                                                               | 1 – 3                                                                 | Italia                                                                | Qual. Euro 2020                                                       | -                                                                     |                                                                       |
| 8-9-2019                                                              | Tampere                                                               | Finlandia                                                             | 1 – 2                                                                 | Italia                                                                | Qual. Euro 2020                                                       | 1                                                                     | 21’                                                                   |
| 12-10-2019                                                            | Roma                                                                  | Italia                                                                | 2 – 0                                                                 | Grecia                                                                | Qual. Euro 2020                                                       | 1                                                                     |                                                                       |
| 15-11-2019                                                            | Zenica                                                                | Bosnia ed Erzegovina                                                  | 0 – 3                                                                 | Italia                                                                | Qual. Euro 2020                                                       | -                                                                     |                                                                       |
| 18-11-2019                                                            | Palermo                                                               | Italia                                                                | 9 – 1                                                                 | Armenia                                                               | Qual. Euro 2020                                                       | 1                                                                     |                                                                       |
| 7-9-2020                                                              | Amsterdam                                                             | Paesi Bassi                                                           | 0 – 1                                                                 | Italia                                                                | UEFA Nations League 2020-2021 - 1º turno                              | -                                                                     |                                                                       |
| 11-10-2020                                                            | Danzica                                                               | Polonia                                                               | 0 – 0                                                                 | Italia                                                                | UEFA Nations League 2020-2021 - 1º turno                              | -                                                                     |                                                                       |
| 14-10-2020                                                            | Bergamo                                                               | Italia                                                                | 1 – 1                                                                 | Paesi Bassi                                                           | UEFA Nations League 2020-2021 - 1º turno                              | -                                                                     |                                                                       |
| 15-11-2020                                                            | Reggio Emilia                                                         | Italia                                                                | 2 – 0                                                                 | Polonia                                                               | UEFA Nations League 2020-2021 - 1º turno                              | 1                                                                     |                                                                       |
| 18-11-2020                                                            | Sarajevo                                                              | Bosnia ed Erzegovina                                                  | 0 – 2                                                                 | Italia                                                                | UEFA Nations League 2020-2021 - 1º turno                              | -                                                                     |                                                                       |
| 4-6-2021                                                              | Bologna                                                               | Italia                                                                | 4 – 0                                                                 | Rep. Ceca                                                             | Amichevole                                                            | -                                                                     | 63’                                                                   |
| 11-6-2021                                                             | Roma                                                                  | Turchia                                                               | 0 – 3                                                                 | Italia                                                                | Euro 2020 - 1º turno                                                  | -                                                                     |                                                                       |
| 16-6-2021                                                             | Roma                                                                  | Italia                                                                | 3 – 0                                                                 | Svizzera                                                              | Euro 2020 - 1º turno                                                  | -                                                                     |                                                                       |
| 20-6-2021                                                             | Roma                                                                  | Italia                                                                | 1 – 0                                                                 | Galles                                                                | Euro 2020 - 1º turno                                                  | -                                                                     | 75’                                                                   |
| 26-6-2021                                                             | Londra                                                                | Italia                                                                | 2 – 1 dts                                                             | Austria                                                               | Euro 2020 - Ottavi di finale                                          | -                                                                     |                                                                       |
| 2-7-2021                                                              | Monaco di Baviera                                                     | Belgio                                                                | 1 – 2                                                                 | Italia                                                                | Euro 2020 - Quarti di finale                                          | -                                                                     |                                                                       |
| 6-7-2021                                                              | Londra                                                                | Italia                                                                | 1 – 1 dts (5 – 3 dtr)                                                 | Spagna                                                                | Euro 2020 - Semifinale                                                | -                                                                     |                                                                       |
| 11-7-2021                                                             | Londra                                                                | Italia                                                                | 1 – 1 dts (3 – 2 dtr)                                                 | Inghilterra                                                           | Euro 2020 - Finale                                                    | -                                                                     | 114’                                                                  |
| 2-9-2021                                                              | Firenze                                                               | Italia                                                                | 1 – 1                                                                 | Bulgaria                                                              | Qual. Mondiali 2022                                                   | -                                                                     |                                                                       |
| 5-9-2021                                                              | Basilea                                                               | Svizzera                                                              | 0 – 0                                                                 | Italia                                                                | Qual. Mondiali 2022                                                   | -                                                                     |                                                                       |
| 8-9-2021                                                              | Reggio Emilia                                                         | Italia                                                                | 5 – 0                                                                 | Lituania                                                              | Qual. Mondiali 2022                                                   | -                                                                     | Cap. 61’                                                              |
| 6-10-2021                                                             | Milano                                                                | Italia                                                                | 1 – 2                                                                 | Spagna                                                                | UEFA Nations League 2020-2021 - Semifinale                            | -                                                                     | 64’                                                                   |
| 10-10-2021                                                            | Torino                                                                | Italia                                                                | 2 – 1                                                                 | Belgio                                                                | UEFA Nations League 2020-2021 - Finale 3º posto                       | -                                                                     | 70’                                                                   |
| 12-11-2021                                                            | Roma                                                                  | Italia                                                                | 1 – 1                                                                 | Svizzera                                                              | Qual. Mondiali 2022                                                   | -                                                                     |                                                                       |
| 15-11-2021                                                            | Belfast                                                               | Irlanda del Nord                                                      | 0 – 0                                                                 | Italia                                                                | Qual. Mondiali 2022                                                   | -                                                                     | 68’                                                                   |
| 24-3-2022                                                             | Palermo                                                               | Italia                                                                | 0 – 1                                                                 | Macedonia del Nord                                                    | Qual. Mondiali 2022                                                   | -                                                                     |                                                                       |
| 1-6-2022                                                              | Londra                                                                | Italia                                                                | 0 – 3                                                                 | Argentina                                                             | Coppa dei Campioni CONMEBOL-UEFA 2022                                 | -                                                                     |                                                                       |
| 23-9-2022                                                             | Milano                                                                | Italia                                                                | 1 – 0                                                                 | Inghilterra                                                           | UEFA Nations League 2022-2023 - 1º turno                              | -                                                                     | 89’                                                                   |
| 26-9-2022                                                             | Budapest                                                              | Ungheria                                                              | 0 – 2                                                                 | Italia                                                                | UEFA Nations League 2022-2023 - 1º turno                              | -                                                                     | 72’                                                                   |
| 23-3-2023                                                             | Napoli                                                                | Italia                                                                | 1 – 2                                                                 | Inghilterra                                                           | Qual. Euro 2024                                                       | -                                                                     | 62’ 69’                                                               |
| 15-6-2023                                                             | Enschede                                                              | Spagna                                                                | 2 – 1                                                                 | Italia                                                                | UEFA Nations League 2022-2023 - Semifinale                            | -                                                                     | 61’                                                                   |
| 17-11-2023                                                            | Roma                                                                  | Italia                                                                | 5 – 2                                                                 | Macedonia del Nord                                                    | Qual. Euro 2024                                                       | -                                                                     | 62’                                                                   |
| 20-11-2023                                                            | Leverkusen                                                            | Ucraina                                                               | 0 – 0                                                                 | Italia                                                                | Qual. Euro 2024                                                       | -                                                                     | 71’                                                                   |
| 21-3-2024                                                             | Fort Lauderdale                                                       | Venezuela                                                             | 1 – 2                                                                 | Italia                                                                | Amichevole                                                            | -                                                                     | 65’                                                                   |
| 24-3-2024                                                             | Harrison                                                              | Ecuador                                                               | 0 – 2                                                                 | Italia                                                                | Amichevole                                                            | -                                                                     | 38’ 67’                                                               |
| 4-6-2024                                                              | Bologna                                                               | Italia                                                                | 0 – 0                                                                 | Turchia                                                               | Amichevole                                                            | -                                                                     | Cap. 62’                                                              |
| 9-6-2024                                                              | Empoli                                                                | Italia                                                                | 1 – 0                                                                 | Bosnia ed Erzegovina                                                  | Amichevole                                                            | -                                                                     | 65’                                                                   |
| 15-6-2024                                                             | Dortmund                                                              | Italia                                                                | 2 – 1                                                                 | Albania                                                               | Euro 2024 - 1º turno                                                  | -                                                                     |                                                                       |
| 20-6-2024                                                             | Gelsenkirchen                                                         | Spagna                                                                | 1 – 0                                                                 | Italia                                                                | Euro 2024 - 1º turno                                                  | -                                                                     | 46’                                                                   |
| 24-6-2024                                                             | Lipsia                                                                | Croazia                                                               | 1 – 1                                                                 | Italia                                                                | Euro 2024 - 1º turno                                                  | -                                                                     | 81’                                                                   |
| Totale                                                                |                                                                       | Presenze                                                              | 57                                                                    |                                                                       | Reti                                                                  | 5                                                                     |                                                                       |

## Palmarès

### Club

#### Competizioni nazionali
- Coppa Italia: 1

Napoli: 2013-2014
- Supercoppa italiana: 1

Napoli: 2014

#### Competizioni internazionali
- UEFA Europa League: 1

Chelsea: 2018-2019
- UEFA Champions League: 1

Chelsea: 2020-2021
- Supercoppa UEFA: 1

Chelsea: 2021
- Coppa del mondo per club: 1

Chelsea: 2021

### Nazionale
- Campionato d'Europa: 1

Europa 2020

### Individuale
- Squadra della stagione della UEFA Europa League: 1

2018-2019
- Squadra della stagione della UEFA Champions League: 1

2020-2021
- Squadra del torneo del campionato europeo: 1

Europa 2020
- UEFA Men's Player of the Year Award: 1

2020-2021
- Squadra maschile dell'anno IFFHS: 1

2021
- FIFA FIFPro World XI: 1

2021